# 225-й отдельный штурмовой батальон (Украина)
225-й отдельный штурмовой полк (укр. 225-й окремий штурмовий полк, 225 ОШП, в/ч A7400)— воинское формирование Вооружённые силы Украины. Батальон находился в составе 127-й бригады харьковской теробороны, созданной в марте 2022 года. В нём служили преимущественно жители разных районов Харькова и области. В июле 2023 года стал отдельным штурмовым батальоном Сухопутных войск. А в январе 2025 году батальон был увеличен до полка.
История
8 марта 2022 года в составе вновь созданной 127-й бригады территориальной обороны города Харькова был сформирован 225-й батальон.
После освобождения Харьковщины, часть бригады выдвинулась на Донетчину и воевала на Бахмутском направлении.
Отбыв несколько месяцев в Бахмуте, 225-й батальон перешел в подчинение сухопутных войск в качестве отдельного штурмовика. В нем служили преимущественно жители разных районов Харькова и области.
В феврале 2024 года батальон оборонял Ласточкино. удерживал «дорогую жизнь» во время боев за Авдеевку.
В мае 2024 года батальон захватил российский современный танк Т-90М «Прорыв».
9 июля 2024 года стало известно, что бойцы 225-го отдельного штурмового батальона и 223-го батальона морской пехоты вышли из 70-дневного окружения на направлении временного Яра.
В июле 2024 батальон расширил личный состав.
В начале августа 2024 стало известно, что батальон участвует в боях в Курской области и вошел на территорию Курщины 6 августа 2024. по словам Александра Коваленко, подразделения батальона с первых дней операции отвечали за прорыв российской обороны и вклинивание как можно глубже в Курскую область РФ.
В первые дни наступления батальон взял под свой контроль деревню Дарьино.
11 августа батальон взял группу из около 8 пленных, предположительно пункта управления 18-го мотострелкового батальона 488-го мотострелкового полка 144-й мотострелковой дивизии.
13 августа подразделение» Черный лебедь «батальона взяло под контроль населенный пункт Любимовка Курской области и разбило подразделение кадыровцев.
15 августа батальон заявил, что продолжает наступление на Курщине, и опубликовал видео с взятием русских в плен. 17 августа батальон выложил видеообращение одного из пленных, командира роты, с его просьбой обменять его на пленных азовцев, защитников Мариуполя.
27 августа батальон взял в плен одного кадыровца и одного темнокожего командира гранатометного расчета.
9 сентября батальон опубликовал видео с еще одним пленным на Курщине.
25 сентября российские пропагандисты на телевидении назвали батальон элитным и оснащенным «лучшей западной техникой».
По оценке Александра Коваленко, 225-й батальон был одним из основных прорывных подразделений Курской операции.
2024 30 сентября года указом Президента Украины командиру 225 ОШБ Олегу Ширяеву присвоено звание Героя Украины-за личное мужество и героизм, проявленные в защите государственного суверенитета и территориальной целостности Украины, самоотверженную службу украинскому народу.
4 февраля 2025 года 225-й штурмовой батальон был преобразован в 225-й отдельный штурмовой полк.
В марте 2025 года старший лейтенант Иван Козин, позывной «Котельва», командир роты в составе 225-го отдельного штурмового полка, стал первым военнослужащим в истории Вооруженных сил Украины, удостоенным серебряной дубовой ветви к кресту боевых заслуг. Отличие вручено за действия во время боев на Курском направлении в октябре 2024 года. Под его командованием подразделение сдержало наступление русских войск, провело контратаку, провело маневр в тыл противника, захватило высоту и перекрыло логистические пути врага. Операция позволила украинским силам взять под контроль важный участок фронта и сорвать дальнейшее наступление противника на этом направлении.

## Структура
- подразделение "Тур"
- РУБпАК "Pentagon"
- ударная группа "Черный лебедь"

## Вооружение
- 20 ед. Marder 1А3
- M2 Bradley
- 15 ед. Козак-2м1
- 25 ед. Козак-5
- трофейный БТР-Д
- трофейный Т-90М «Прорыв»

## Потери
- 20 февраля 2024 — Рыбный Владислав Геннадьевич («Рыба»). 31 год, г. Обухов. Погиб в районе населенного пункта Ласточкино Покровского района Донецкой области.
- 14 сентября 2024 - Гулий Любомир, младший сержант, командир штурмового отделения. Погиб возле села Новый Путь Курской области.

- 29 сентября 2024 - Минаев Дмитрий. 11.09.1996, г. Львов.
- 11 октября 2024 - Пелых Павел. 8.07.1979, г. Львов.
- 9 ноября 2024 - Ловьян Сергей Степанович (»Левик"). 31.07.1982, с. Качин. Погиб возле села Новоивановка Курской области.
- 30 декабря 2024 - Павлище Назар. 20.04.1992, г. Дубляны.